# Elisabeth Pittermann

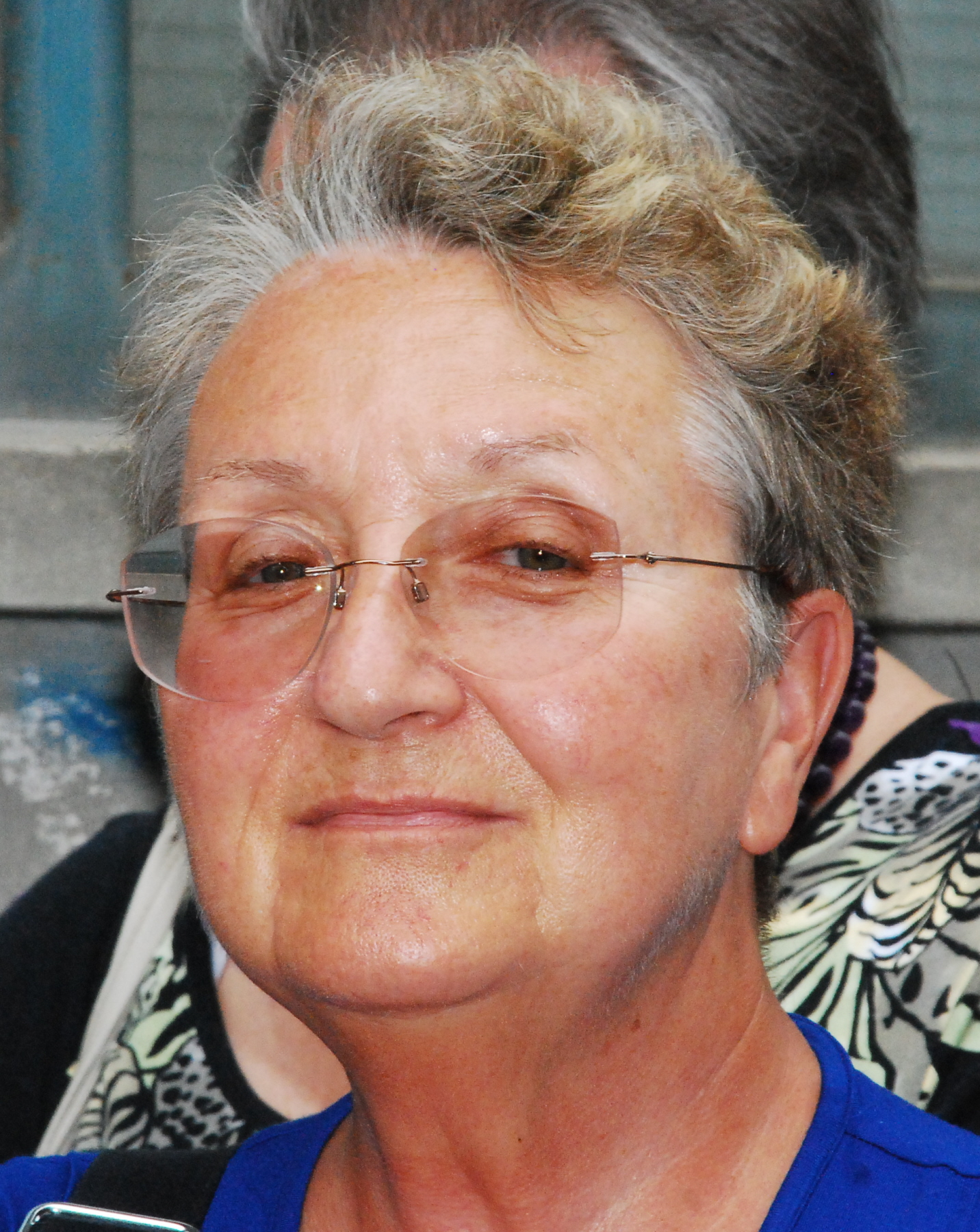
Elisabeth Pittermann 2012

Elisabeth Pittermann (* 3. Februar 1946 in Wien) ist eine österreichische Politikerin (SPÖ) und Ärztin.

## Leben
Elisabeth Pittermann wurde als Tochter von Bruno Pittermann geboren. Sie studierte Medizin und promovierte am 29. November 1971 sub auspiciis. 1971 begann sie ihre berufliche Laufbahn im Wiener Hanusch-Krankenhaus. 1991 wurde sie dort Primaria der 3. Medizinischen Abteilung.
Ihre politische Tätigkeit begann sie bei der Ärztevereinigung der SPÖ. Sie war Bezirksrätin in Meidling. Von 1994 bis 2000 war sie Abgeordnete zum Nationalrat. Von 2000 bis 2004 war Pittermann Wiener Stadträtin für Gesundheits- und Spitalswesen. Seither ist sie wieder im Hanusch-Krankenhaus tätig.
Pittermann war von 1999 bis 2004 Präsidentin des Arbeiter-Samariter-Bundes Österreichs und wurde von Franz Schnabl in diesem Amt abgelöst.

## Auszeichnungen
- 2008: Großes Silbernes Ehrenzeichen für Verdienste um das Land Wien